# La Chapelle-Saint-Sulpice
La Chapelle-Saint-Sulpice ist eine französische Gemeinde im Département Seine-et-Marne in der Île-de-France. Sie gehört zum Kanton Provins im gleichnamigen Arrondissement. Sie grenzt im Norden an Chenoise-Cucharmoy, im Osten an Vulaines-lès-Provins, im Südosten an Saint-Loup-de-Naud und im Südwesten und im Westen an Maison-Rouge.

## Bevölkerungsentwicklung
| Jahr      | 1962 | 1968 | 1975 | 1982 | 1990 | 1999 | 2008 | 2013 |
| --------- | ---- | ---- | ---- | ---- | ---- | ---- | ---- | ---- |
| Einwohner | 106  | 103  | 109  | 134  | 144  | 171  | 200  | 236  |

## Sehenswürdigkeiten
Siehe: Liste der Monuments historiques in La Chapelle-Saint-Sulpice